# Mohamed Aboker
Mohamed Aboker (ur. 4 czerwca 1946) – somalijski lekkoatleta.
Brał udział w biegu na 800 i 1500 metrów na Letnich Igrzyskach Olimpijskich 1972.